# Calligonum cordatum
Calligonum cordatum Korovin ex Pavlov – gatunek rośliny z rodziny rdestowatych (Polygonaceae Juss.). Występuje naturalnie w Tadżykistanie, Turkmenistanie oraz Chinach (w regionie autonomicznym Sinciang). 

## Morfologia
PokrójZrzucający liście krzew dorastający do 0,6–2 m wysokości.
LiścieIch blaszka liściowa ma równowąski kształt, mierzy 2–3 mm długości, o ostrym wierzchołku.
KwiatyZebrane po 2–3 w pęczki, rozwijają się w kątach pędów.
OwoceMają jajowaty kształt i żółtoczerwonawą barwę, osiągają 13–18 mm długości oraz 10–16 mm szerokości.

## Biologia i ekologia
Rośnie na wydmach. Występuje na wysokości od 500 do 600 m n.p.m. Kwitnie od kwietnia do maja, owoce dojrzewają w maju.